# Baseball (Sportgerät)

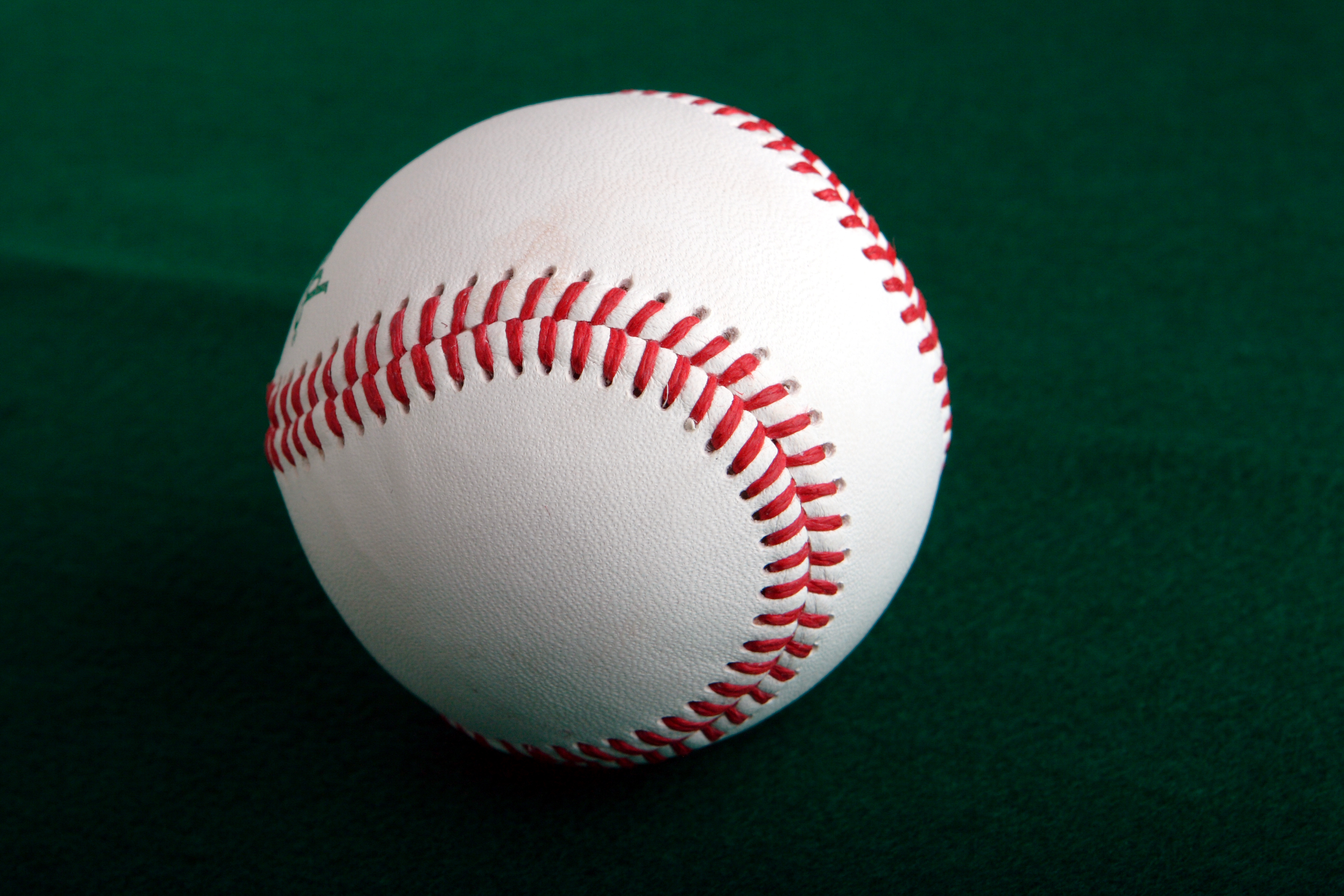
Ein Baseball

Ein Baseball ist ein Ball, der hauptsächlich im gleichnamigen Sport verwendet wird. Das Innere des Baseballs besteht aus einem relativ kleinen Kern (entweder aus Kork oder aus Gummi), um den eine dicke Lage Garn gewickelt wird. An der Oberfläche besteht der Ball aus zwei mit rotem Garn vernähten hantelförmigen Stücken weißen Leders.

## Überblick

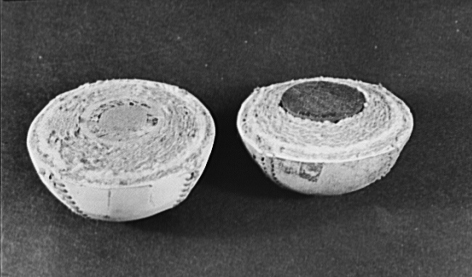
Zwei Baseball-Hälften im Querschnitt. Einmal mit Korkkern (links) und mit Gummikern (rechts), wie er zur Zeit des Zweiten Weltkrieges auf Grund von Materialmangel verwendet wurde.

Im 20. Jahrhundert wurden vom Sportartikelhersteller Spalding Ballkerne aus gepolstertem Holz patentiert. Zur Zeit des Zweiten Weltkrieges wurden Gummikerne, ursprünglich aus Golfbällen, verwendet, da die Verwendung anderer, vom Staat als kriegswichtig eingestufter Materialien eingeschränkt bzw. verboten war. In den letzten Jahren wurden verschiedene synthetische Materialien verwendet, die aber von minderwertigerer Qualität sind. Bälle mit derartigen Kernen werden daher nicht in der Major League verwendet.
Die unterschiedlichen Materialien beeinflussen grundsätzlich die Eigenschaften des Baseballs. Allgemein fliegt ein dichter gewickelter Ball weiter. Auch die Höhe der Nähte beeinflusst, wie gut ein Pitcher den Ball werfen kann. Im Kinder-, Schul- und Collegesport sind die Nähte deutlich höher als im Profibereich.
In den Anfängen des Baseballs wurde üblicherweise nur ein Ball pro Spiel verwendet. Wenn der Ball in die Zuschauermenge geschlagen wurde, wurde er von Stadionmitarbeitern zurück ins Spiel geholt. Durch die recht starke Beanspruchung, vor allem durch die Schläge mit dem Baseballschläger und das mitunter sehr harte Auftreffen des Balls auf den Aschenboden, kam es bei dem Ball während eines Spieles üblicherweise zu starken Verschmutzungen und kleineren Schäden, wie etwa Rissen an den Nahtstellen; nur ein völlig zerplatzter Ball wurde ersetzt. Auch war es unter der Bezeichnung Spitball gängige Praxis der Pitcher, den Ball vor dem Wurf absichtlich mit Erde vom Spielfeldboden und/oder mit Speichel und Kautabak-Saft zu verschmutzen, was nicht nur die Flugbahn, sondern auch die Sichtbarkeit des Balles beeinflusste. Nach dem Tod des Schlagmanns Ray Chapman 1920, der auf Grund eines solch schlecht sichtbaren Balles starb, wurde aber versucht, nur noch saubere und unbeschädigte Bälle zu benutzen. Seitdem sind stets mehrere Bälle im Spiel, und heute wird der Ball in Profiligen nach jedem erfolgreichen Schlag ersetzt, um gleichbleibende Wurf-, Schlag- und Flugeigenschaften sicherzustellen.
In den 1930er-Jahren führte Athletics-Third-Base-Coach Russell „Lena“ Blackburne den Gebrauch von Baseball Rubbing Mud zum Einreiben von Basebällen ein. Dieser Matsch wird bis heute von beinahe jedem Team im Major League Baseball verwendet.
Der offizielle Ball der Major League wird heute von der Firma Rawlings in Costa Rica hergestellt. Seit 1977 ist Rawlings offizieller Ausrüster der Major League und folgt damit der Firma Spalding, die für fast ein ganzes Jahrhundert offizieller Ausrüster war. Noch bis 1973 wurde in den Profiligen für die Balloberfläche Pferdeleder verwendet. Da dieses immer schwerer lieferbar war, wurde ab 1974 auf Rindsleder umgestellt.
Während des 20. Jahrhunderts wurden im Profibaseball zwei baugleiche, aber optisch verschiedene Bälle verwendet. In der American League trug der Ball den Schriftzug Official American League und die Signatur des AL-Ligapräsidenten, während der Ball der National League den Schriftzug Official National League und die Signatur des NL-Ligapräsidenten trug. Nach der Reorganisation im Jahr 2000, bei der unter anderem die Position der beiden Ligapräsidenten abgeschafft wurde, gibt es in den beiden Ligen nur noch einen einheitlichen Ball. Dieser wiegt zwischen 142 und 149 Gramm bei einem Durchmesser von 7,3 bis 7,62 cm.

## Souvenir
Bei Baseballspielen in Profiligen ist es üblich, dass Bälle, die im Publikum landen, also Home Runs und manche Foulbälle, von dem Zuschauer behalten werden dürfen, dem es gelingt, den Ball zu fangen (nicht selten tragen einige Zuschauer zu diesem Zweck selbst einen Baseballhandschuh). Dadurch werden die Bälle zu Sammlerstücken, die wichtiger Teil der Baseballgeschichte sind und teils zu hohen Preisen weiterverkauft werden. So ersteigerte zum Beispiel der US-amerikanische Comiczeichner Todd McFarlane von einem Fan den Ball, mit dem Mark McGwire seinen 70. Home Run in der Saison 1998 erzielte. McFarlane zahlte für den Ball 2,6 Mio. US-$.